# من و زیبا
من و زیبا فیلمی به کارگردانی و نویسندگی فریدون حسن‌پور و تهیه‌کنندگی جواد نوروز بیگی محصول سال ۱۳۹۰ ایران است.

## خلاصه فیلم
شخصی به نام موسی که پرویز پرستویی نقش آن را بازی می‌کند، در صدد توبه از گذشته است. همسر موسی در اثر درد زایمان جان سپرده و موسی وقتی متوجه شده که کار از کار گذشته…

## بازیگران
| بازیگر           | نقش          |
| پرویز پرستویی    | موسی         |
| شهاب حسینی       | جعفر         |
| حدیث میرامینی    | سونیا        |
| مهدی بوستان پرور | نادر         |
| صادق صفایی       | حاج قربان    |
| آزیتا ترکاشوند   | راحله        |
| نیکی نصیریان     | ماریا        |
| سیما خضرآبادی    | زهرا         |
| رضا ناجی         | کرمعلی       |
| دریا آشوری       | رعنا         |
| اسماعیل توتکار   | رحمان        |
| عمار آقایی       | یوسف         |
| علی نادرزاده     | تدوینگر فیلم |